# Abraxas argyrosticta
Abraxas argyrosticta là một loài bướm đêm trong họ Geometridae.